# 鈴木裕斗
鈴木 裕斗（すずき ゆうと、1989年5月5日 - ）は、日本の男性声優。山形県鶴岡市出身。ケンユウオフィス所属。

## 来歴
子供の頃から海外映画が好きで見ていたが、『ホーム・アローン3』での矢島晶子の吹き替えを聞いて衝撃と感銘を受けて声優を志した。
高校3年時にドワンゴクリエイティブスクールに入所。2011年3月までドワンゴアーティストプロダクションに所属していた。2019年からアミュレート所属。2023年10月31日、アミュレートを退所しフリーランスになったことを自身のSNSにて発表。2023年12月1日、ケンユウオフィスへの移籍を自身のSNSにて発表。所属事務所も加入を発表した。

## 人物
趣味は乙女ゲーム、昭和歌謡、アイドル好き、和太鼓、ホラー映画鑑賞。保有資格は、ワープロ検定2級、漢検準2級、英検3級である。
声が高く、『ペンギン娘♥はぁと』では女性のような声色を披露している。『D.C. Girl's Symphony 〜ダ・カーポ〜 ガールズシンフォニー』で共演した堀江一眞や鈴木達央と親交がある。

## 出演
太字はメインキャラクター。

### テレビアニメ
2008年
- スレイヤーズ シリーズ（2008年 - 2009年、村人、兵士、タフォーラシア国民C、他） - 2シリーズ

2009年
- ヴァイス・サヴァイヴ（2009年 - 2010年、クゥ） - 2シリーズ

2010年
- 伝説の勇者の伝説（トアレ・ネルフィ）

2011年
- マケン姫っ!（大和剛健）

2012年
- メタルファイト ベイブレード ZEROG（ブレーダーA）

2013年
- ダイヤのA（2013年 - 2016年、ケンタ、門田将明、小野弘、宮嶋、金田忠大〈第1期第67話〉、林田正義〈第2期以降〉、星田守 他） - 2シリーズ
- 魔界王子 devils and realist（マモン、権力者）

2014年
- 牙狼-GARO- -炎の刻印-（ラファエロの息子）
- シドニアの騎士（緑川出雲）
- 少年ハリウッド（2014年 - 2015年、大咲香） - 2シリーズ
- なりヒロwww（BL）

2015年
- 銀魂゜（アンドロメダ）
- Dance with Devils（ジェキ）
- ベイビーステップ（ギャラリー、松田高弘、観客）

2016年
- 学園ハンサム（西園寺輝彦）
- SERVAMP-サーヴァンプ-（綿貫桜哉）
- ダンガンロンパ3 -The End of 希望ヶ峰学園- 絶望編（教師）
- 刀剣乱舞-花丸-（2016年 - 2018年、骨喰藤四郎） - 2シリーズ
- TO BE HERO（お兄さん）
- PJベリーのもぐもぐむにゃむにゃ（パラッパ）
- B-PROJECT〜鼓動*アンビシャス〜（お面B）
- 魔法つかいプリキュア!（2016年 - 2025年、トッド） - 2シリーズ
- リルリルフェアリル （サンダー、かすみ、ほうし、ヤコウ、ペン、セロリ）

2017年
- アイドル事変（鷺宮政義）
- MARGINAL#4 KISSから創造るBig Bang（野村アール、カイン）
- 銀の墓守り（ランショウ、男B）
- ラブ米 -WE LOVE RICE-（SHOCK / ロール） - 2シリーズ
- 活撃 刀剣乱舞（骨喰藤四郎）
- ブラッククローバー（2017年 - 2020年、レブチ・サリーク）
- 牙狼〈GARO〉 -VANISHING LINE-（ジョージ）

2018年
- 伊藤潤二『コレクション』（石坂やすお）
- 銀の墓守りII（シャア、北風）
- LOST SONG（ルード・ベルンシュタイン4世、ゴルト王子）
- 夢王国と眠れる100人の王子様（サラサ）

2020年
- エタニティ 〜深夜の濡恋ちゃんねる♡〜（久松潤斗、桜井健吾） - 通常版

2022年
- カッコウの許嫁（柴田）
- もっと!まじめにふまじめ かいけつゾロリ（グルン）
- BLEACH 千年血戦篇（滅却師）

2023年
- 名探偵コナン（津田佑助）
- 川越ボーイズ・シング（会場アナウンス）

2024年
- 火狩りの王（少年工）
- シンカリオン チェンジ ザ ワールド（他クラス男子B、岩手カケル）
- 刀剣乱舞 廻 -虚伝 燃ゆる本能寺-（骨喰藤四郎）
- 七つの大罪 黙示録の四騎士
- シャングリラ・フロンティア（モブG/H、モブF）

2025年
- ゲーセン少女と異文化交流（カーレース音声）

### 劇場アニメ
2010年代
- 劇場版 シドニアの騎士（2015年、緑川出雲）
- 映画 プリキュアドリームスターズ!（2017年、トッド）
- Dance with Devils-Fortuna-（2017年、ジェキ）

2020年代
- ベルサイユのばら（2025年、フランソワ）

### OVA
- 学園ハンサム The Animation（2015年、西園寺輝彦[36]）
- ダイヤのA 倉持洋一スペシャル番外編-OutRun（2015年、ケージ） - 原作第45巻限定版

### Webアニメ
- ペンギン娘♥はぁと（2008年、妖怪、伊集院鰈）
- ノクターンブギ（2020年、桜来清[37]）
- 伊藤潤二『マニアック』（2023年、石田[38]）

### ゲーム
2007年
- 四八（仮）（風間望）

2008年
- 赤い糸（ナンパ男）
- D.C. Girl's Symphony 〜ダ・カーポ〜 ガールズシンフォニー（四之宮航平）

2009年
- サイキン恋シテル?（万波亘）
- リトルアンカー（ラルフ・フリクセル）

2010年
- 維新恋華 龍馬外伝（伊東甲子太郎）
- D.C. Girl's Symphony Pocket 〜ダ・カーポ〜 ガールズシンフォニー ポケット（四之宮航平）
- 「超」怖い話DS 青の章
- 雅恋 〜MIYAKO〜（式神・壱号）
- 無限のフロンティアEXCEED スーパーロボット大戦OGサーガ
- 恋愛番長 命短し、恋せよ乙女! Love is Power（オトメ番長）

2011年
- DUNAMIS15（陸七生）
- BEYOND THE FUTURE - FIX THE TIME ARROWS -（カミュ・テトラ・ポルテ）
- fortissimo EXA//Akkord:Bsusvier（櫻井俊介）
- 雅恋 〜MIYAKO〜 月詠の夢（式神・壱号）

2012年
- エルクローネのアトリエ 〜Dear for Otomate〜（アレクセイ）
- Custom Drive（月島征紀）
- キミ色に染まりたい 恋するオシャレアイドル（綿来翔）
- 源狼 GENROH（佐藤忠信）
- 雅恋 〜MIYAKO〜 あわゆきのうたげ（式神・壱号）
- 恋愛番長2 MidnightLesson!!!（オトメ番長）

2013年
- 碧空のグレイス（キャラクターボイス〈男〉-02）
- 英国探偵ミステリア（ブラッドリー）
- Jewelic Nightmare（澄原蒼史 / サフィ）
- 花咲くまにまに（中岡慎太郎）

2014年
- 十三支演義 〜偃月三国伝2〜（郭嘉）
- BinaryStar（ヒイラギ・ミネ）
- MARGINAL＃4 IDOL OF SUPERNOVA（野村アール）

2015年
- PSYCHO-PASS サイコパス 選択なき幸福
- グランブルーファンタジー（2015年 - 2019年、クルーニ、骨喰藤四郎、サブル島の若者達）
- 小林が可愛すぎてツライっ!! ゲームでもキュン萌えMAXが止まらないっ(*´ェ`*)（石田光司）
- Spiral Memoria〜私と出逢う夏〜（大河内壮介）
- 帝国海軍恋慕情〜明治横須賀行進曲〜（藤沢浩成）
- 刀剣乱舞（骨喰藤四郎）
- BELIEVER!（高梨響）
- 夢王国と眠れる100人の王子様（サラサ）

2016年
- UPPERS（白石凪）
- 一血卍傑-ONLINE-（アシヤドウマン）
- 英国探偵ミステリア The Crown（ブラッドリー）
- カードファイト!! ヴァンガードG ストライド トゥ ビクトリー!!（鳴神アキ）
- Collar×Malice（宇野詩音）
- グリムノーツ（ヘンゼル、ブリキ）
- PsychicEmotion6（海音キララ）
- バンドやろうぜ!
- フィリスのアトリエ 〜不思議な旅の錬金術士〜（ハインツ） - DLC追加キャラクター

2017年
- アニドルカラーズ（蓮水巴瑠）
- CARAVAN STORIES（アベル）
- 白と黒のアリス（ナイン）
- 神式一閃 カムライトライブ（ツクト）
- スターリィパレット（星野紅葉）

2018年
- 白と黒のアリス -Twilight line-（ナイン）
- Dance with Devils My Carol（ジェキ）
- メモリーズオフ -Innocent Fille-（三城莉一）
- IDOL FANTASY（夜桜奈々緒）
- DREAM!ing（報同守）
- マチガイブレイカー（アルーノ）
- メギド72（2018年 - 2023年、インキュバス）

2019年
- Project NOAH（茅森漣）

2020年
- 幻想マネージュ（リヨン）
- ドラガリアロスト（マスキュラ）
- セブンナイツ -時空の旅人-（エース）
- エンゲージソウルズ（リアン）

2021年
- モンスターハンターストーリーズ2 〜破滅の翼〜（主人公〈男性〉）

2022年
- Relayer（ジュピター）

2024年
- 護縁（ユウジン）

### ドラマCD
- あなたの人生肯定CD〜Yes, you are right.〜vol.1 「たたかえ！17才」
- 甘利先生の華麗なセミナー（及川成瀬）
- COLORFUL5 シリーズ（佐々木颯太[77]）
  - ドラマCD COLORFUL5の日常
  - ドラマCD COLORFUL5の文化祭
  - ドラマCD COLORFUL5の結成秘話
- キミとWonder★Kiss! ドラマCD 〜ようこそ!愛と幻想のワンダーランドへ!〜（カッキー（宇梶翔））
- 少年王女 ドラマCD第2巻（ゼップ）
- 大正吸血異聞 第二夜（神木朔弥）
- ベアーズマーケット（小熊健斗）
- ベアーズマーケットVol.2（小熊健斗）
- 魔界王子 devils and realist スペシャルドラマCD「realist and companion」（潤いの友B[78]）
- マジナ! voice-MIX シリーズ（谷津広大）
  - マジナ! voice-MIX 〜コーライト〜
  - マジナ! voice-MIX 〜ソーダライト〜
  - マジナ! voice-MIX 〜フローライト〜
- MARGINAL#4 ドラマCD〜星降る夜に、新たな誓いを〜（野村アール）
- MARGINAL#4 ドラマCD〜星降る夜の、スイートバレンタイン〜（野村アール）
- THE MARBLE LITTLES（エルバート・ローズパール、グレイス）
- リーマン戦隊タカナシレンジャー（祝純一/悪の手下）
- 陰陽菖蒲神社（中鶴覚弥）
- 魔法少年ハァトマジック〜01 Kitten Dagda 泣き虫の猫に、キスをしよう〜（キトゥン・ダグダ）
- 貴女の涙腺ほぐし隊っ!!! 〜サディスティックセラピスト樹生の診察〜 （環）
- なぐさめ男子CD〜if〜/おしかり男子CD〜if〜（草薙優）

### BLCD
- 麻実くんはガチ恋じゃない!（皆川麻実）
- ある小説家のノロケ話（蒼井慈樹）
- お姫様は王子志望（志摩結月）
- 彼らの恋の行方をただひたすらに見守るCD 「男子高校生、はじめての」 （山吹裕太[79]）
  - 第1弾「幼なじみ独占欲」〜同い年幼なじみ身長差カップル〜
  - after disc〜交際中!〜
  - 〜summer vacation 2018〜
  - after Disc〜First Blessing〜
- 恋シリーズ（リドワーン）
  - 支配者の恋
  - 誘惑者の恋
- 好物はこっそり隠して腹のなか（ノエル[80]）
- スウィートデリバリーボーイ（セイ）
- ぬるくなるまで待って（市原サトル）
- 腐男子クンのハニーデイズ（有馬耕平）
- 先生なんて嫌いです。（生田碧）
- かしこまりました、デスティニー（東條葵）
  - side:Master
  - side:Butler
  - answer

### デジタルコミック
- 今日も明日も、君と（2022年、武藤）[81]
- ふしだらなキミの声（2023年、可愛菫）[82]

### 吹き替え

#### 映画
- アイズ・オン・ユー
- ザ・ターニング（マイルズ・フェアチャイルド〈フィン・ウルフハード〉）
- トワイライト・サーガ/ブレイキング・ドーン Part1（セス・クリアウォーター〈ブーブー・スチュワート〉）
- ハンガー・ゲーム FINAL: レジスタンス（D8病院の子供〈アンナ・スティーブンソン〉）※ノンクレジット
- 54 フィフティ★フォー（シェーン・オシア〈ライアン・フィリップ〉）※Netflix版
- ブレイブ・ファイターズ（マイ）
- メイズ・ランナー
- ロスト・フライト（サミュエル・デレ〈ヨソン・アン〉[83]）

#### ドラマ
- 美男〈イケメン〉ラーメン店（ウ・ヒョヌ）
- いつだってベストフレンド（バリー・アイゼンバーグ〈ガス・カンプ〉）
- ヴィンチェンツォ（チャン・ハンソ〈クァク・ドンヨン〉[84]）
- ウェイワード・パインズ 出口のない街（リード）
- エンパイア〜成功の代償（マイケル）
- キム・マンドク〜美しき伝説の商人（少年時代のチョン・ホンス）
- クレイジー・エックス・ガールフレンド（ブレンダン）
- CSI:10 科学捜査班
- CSI:15 科学捜査班（メイソン・ブルーアー）
- CSI:マイアミ9
- シークレット・ミッション（ヘジン〈イ・ヒョヌ〉）
- 主任警部アラン・バンクス（スチュアート・キンゼイ）
- スキップ・ビート!〜華麗的挑戦〜（社幸一）
- スタートアップ: 夢の扉（少年時代のハン・ジピョン[85]）
- スパルタカス（ヌメリウス）
- 大風水（イ・バンウォン）
- タイム・アフター・タイム 〜H・G・ウェルズの冒険（H・G・ウェルズ）
- トライアングル（ユン・ヤンハ〈イム・シワン〉）
- 馬医
- HAWAII FIVE-0 シーズン5 #8（ジェイク・ケアロハ）
- V (2009年版)（タイラー・エバンズ）
- 武神（萬全）
- BONES シーズン5（マルコ）
- BONES シーズン6（ランディ）
- マンハッタンに恋をして 〜キャリーの日記〜（ミラー）
- モデルズ・オブ・ランウェイ（へスース・エストラーダ）
- 誘拐交渉人 裏切りの陰謀

#### テレビ番組
- プロジェクト・ランウェイ（へスース・エストラーダ）

#### アニメ
- アニメ 冬のソナタ（ルイ）
- スター・ウォーズシリーズ（ルーク・スカイウォーカー）
  - スター・ウォーズ/クローン・ウォーズ（エイミス）
  - LEGO スター・ウォーズ/フリーメーカーの冒険
  - スター・ウォーズ/フォース・オブ・デスティニー
  - LEGO スター・ウォーズ/ホリデー・スペシャル
  - LEGO スター・ウォーズ/恐怖のハロウィーン
  - LEGO スター・ウォーズ/サマー・バケーション

### ラジオ
※はインターネット配信。
- An's All StarsのX-tension radio
- ダ・カーポ 〜 GS RADIO 〜（2008年 - 2009年、ニコニコアニメチャンネル※、ランティスWebラジオ※）
- 石川英郎のDear Girl〜Lesson〜（2008年 - 2009年、ニコニコアニメスペシャル※、超!A&G+※）
- アリス×クロスラジオ カードの国のアリス（2009年 - 2010年、HiBiKi Radio Station※）
- Radio Girl's Symphony（2009年 - 2010年、HiBiKi Radio Station）
- サンクチュアリ! よつばラジオ（2010年 - 2011年、HiBiKi Radio Station※）
- 森久保祥太郎&鈴木裕斗のShow★You アリ×ラジ（2010年 - 2011年、HiBiKi Radio Station※）
- スタパレディオ（2016年、2018年 - 、HiBiKi Radio Station※）[86]
- 月曜の夜だから・・・。（2016年-2019、FM-FUJI）
- おしゃべりやってま〜す Nプリ（2016年 - 、K'z Station※）
- sankaku▲ch（2018年 - 、FRESH!※）
- 室元気と鈴木裕斗のチョクラジ！（2019年、チョクメ！※）
- 月刊 新・男前通信9月号～月刊・鈴木裕斗（2020年、文化放送モバイルplus※）[87]

### ラジオCD
- Radio Girl's Symphony 〜君へ贈るラブレター〜

### テレビ番組
※はインターネット配信。
- 鈴木裕斗のユートピアへようこそ（2016年-2019 、ニコニコ生放送※）

### 映像商品
- 魔界王子presents 魔宴:秋の大サバト コキュートスへようこそ!!
- オトメイトパーティー♪2010
- 春空・そよ風・オトメイロ D.C. Girl's Symphony Pocket 君と過ごす休日
- リトルアンカー DEAD OR LIVE イベントDVD
- Rejet Fes.2014
- Rejet Fes.2016 -ONLY ONE-

### 舞台
- 「Lunatic Syndrome」（2013年3月22日 - 24日、新宿シアターモリエール）
- 「極上文學 第七弾『走れメロス』」（2014年12月3日 - 7日、草月ホール　/　12月27日 - 28日、大阪ビジネスパーク円形ホール）
- 「大井町クリームソーダ presentsオムニバスストーリー『天使のお仕事』」（2015年10月18日 - 19日、池袋GEKIBA）
- 「烈！バカフキ！」（2016年4月14日 - 17日、Zeppブルーシアター六本木）
- 「大井町クリームソーダ presentsオムニバスストーリー『ワンルーム★ワンダフル』」（2016年6月11日 - 12日、ウェストエンドスタジオ）
- 「極上文學 第十弾『春琴抄』」（2016年6月16日 - 19日、全労済ホール/スペースゼロ　/　6月25日 - 26日、大阪ビジネスパーク円形ホール）
- 「大井町クリームソーダPresents VOL.5"STORY!" 『サイバーパンク・ラブストーリー』」（2016年12月10日 - 11日、TACCS1179）
- 「大井町クリームソーダPresents VOL.8"STORY!" 『ABIKO』」（2017年10月20日 - 22日、TACCS1179）
- 「極上文學 第十二弾『風の又三郎・よだかの星』」（2018年3月、紀伊國屋ホール）
- 「朗読劇『鬼の花嫁』」（2023年11月18日、はまぎんホール ヴィアマーレ） - 狐月瑶太 役
- 「eeo Stage reading 朗読劇『はなしぐれ』」（2024年1月24日 - 28日、CBGKシブゲキ!!）[88]

### その他コンテンツ
- 特集陳列『刀剣を楽しむ─名物刀を中心に─』刀剣乱舞版ガイド（京都国立博物館、2015年12月15日 - 2016年2月21日）[89]
- 城崎広告（水上芳樹）
- 神酒ノ尊-ミキノミコト-（2019年、東の麓 [90])
- STATION IDOL LATCH!(2021年 -、雷電遊生)

## ディスコグラフィ

### シングル
|        | 発売日         | タイトル       | 規格品番  | 規格品番 | 最高位 |
| 限定盤 | 発売日         | タイトル       | 通常盤    |          | 最高位 |
| ------ | -------------- | -------------- | --------- | -------- | ------ |
| 1st    | 2009年11月11日 | Garden Of Eden | PBCS-0009 | PBCS-10  |        |

### キャラクターソング
| 発売日   | 商品名                                                                        | 歌 | 楽曲                                 | 備考                                                                                 |
| 2008年   | 2008年                                                                        | 2008年 | 2008年                               | 2008年                                                                               |
| -------- | ----------------------------------------------------------------------------- | --- | ------------------------------------ | ------------------------------------------------------------------------------------ |
| 10月20日 | Side Girls Complete Disc                                                      | 四之宮兄弟 | 「Cherry's Magic & Love」            | ゲーム『D.C. Girl's Symphony 〜ダ・カーポ〜 ガールズシンフォニー』オープニングテーマ |
| 10月20日 | Side Girls Complete Disc                                                      | 四之宮航平（鈴木裕斗） | 「素顔のコイビト」                   | ゲーム『D.C. Girl's Symphony 〜ダ・カーポ〜 ガールズシンフォニー』エンディングテーマ |
| 2014年   |                                                                               | |                                      |                                                                                      |
| 11月5日  | 少年ハリウッド -HOLLY STAGE FOR 49- BD・DVD第2巻特典CD                        | 初代少年ハリウッド | 「永遠never ever」                   | テレビアニメ『少年ハリウッド -HOLLY STAGE FOR 49-』挿入歌                            |
| 2015年   |                                                                               | |                                      |                                                                                      |
| 2月4日   | 少年ハリウッド -HOLLY STAGE FOR 49- BD・DVD第5巻特典CD                        | 大咲香（鈴木裕斗） | 「ENDLESS STRIPE」                   | テレビアニメ『少年ハリウッド -HOLLY STAGE FOR 49-』挿入歌                            |
| 2016年   |                                                                               | |                                      |                                                                                      |
| 11月23日 | 刀剣乱舞-花丸-歌詠集 其の四                                                   | 前田藤四郎（入江玲於奈）、鯰尾藤四郎（斉藤壮馬）、薬研藤四郎（山下誠一郎）、五虎退（粕谷雄太）、秋田藤四郎（山谷祥生）、乱藤四郎（山本和臣）、平野藤四郎（浅利遼太）、骨喰藤四郎（鈴木裕斗）、厚藤四郎（山下大輝）、博多藤四郎（大須賀純）、一期一振（田丸篤志）                                                                         | 「恋と浄土の八重桜」                 | テレビアニメ『刀剣乱舞-花丸-』エンディングテーマ                                     |
| 12月7日  | 刀剣乱舞-花丸-歌詠集 其の五                                                   | にっかり青江（間島淳司）と幽霊退治戦隊 | 「にっかり妖かし数え唄」             | テレビアニメ『刀剣乱舞-花丸-』エンディングテーマ                                     |
| 2017年   |                                                                               | |                                      |                                                                                      |
| 1月18日  | WeMe!!!!                                                                      | MARGINAL#4 | 「WeMe!!!!」                         | テレビアニメ『MARGINAL#4 KISSから創造るBig Bang』オープニングテーマ                  |
| 8月9日   | 「ラブ米」キャラソンCD vol.4 「パンがなければお菓子を食べればいいじゃない」   | アン（榎木淳弥）、ショック（鈴木裕斗）、キャリー（大河元気） | 「浪漫飛行 〜イーストキングver.〜」  | テレビアニメ『ラブ米 -WE LOVE RICE-』関連曲                                          |
| 8月9日   | 「ラブ米」キャラソンCD vol.4 「パンがなければお菓子を食べればいいじゃない」   | アン（榎木淳弥）、ショック（鈴木裕斗）、キャリー（大河元気） | 「LOVE&BRAVE」                       | テレビアニメ『ラブ米 -WE LOVE RICE-』挿入歌                                          |
| 9月13日  | 「ラブ米」キャラソンCD vol.5 「千石万石も米五合」                             | ひのひかり（石井マーク）、ささにしき（沢城千春）、ひとめぼれ（草摩そうすけ）、あきたこまち（小森未彩）、にこまる（玉城仁菜）、アン（榎木淳弥）、ショック（鈴木裕斗）、キャリー（大河元気） | 「浪漫飛行 〜米粉パンver.〜」        | テレビアニメ『ラブ米 -WE LOVE RICE-』エンディングテーマ                              |
| 9月20日  | アニドルカラーズ 7Colors 1stSingle                                            | 7Colors | 「Ride on☆ 7Dream!」 「瞬間Sparkle」 | ゲーム『アニドルカラーズ』関連曲                                                     |
| 9月20日  | アニドルカラーズ 7Colors & Clarity 1st Single Solo CD（きゃにめ連動購入特典） | 蓮水巴瑠（鈴木裕斗） | 「Ride on☆ 7Dream!」                 | ゲーム『アニドルカラーズ』関連曲                                                     |
| 12月6日  | 『刀剣乱舞-花丸-』歌詠全集                                                    | 花丸刀剣男士一同 | 「花丸◎日和！47振りver.」            | 劇場アニメ『刀剣乱舞-花丸- 〜幕間回想録〜』主題歌                                    |
| 2018年   |                                                                               | |                                      |                                                                                      |
| 1月17日  | 続『刀剣乱舞-花丸-』歌詠集 其の二                                             | 鯰尾藤四郎（斉藤壮馬）、骨喰藤四郎（鈴木裕斗）、一期一振（田丸篤志） | 「明日天気になあれ」                 | テレビアニメ『続 刀剣乱舞-花丸-』エンディングテーマ                                  |
| 1月24日  | Dance with Eternity                                                           | 鉤貫レム（斉藤壮馬）、立華リンド（羽多野渉）、楚神ウリエ（近藤隆）、南那城メィジ（木村昴）、棗坂シキ（平川大輔）、ローエン（鈴木達央）、ジェキ（鈴木裕斗）、マリウス（豊永利行） | 「スイート・グリモワール！」         | 劇場アニメ『Dance with Devils-Fortuna-』オープニングテーマ                           |
| 1月24日  | Dance with Eternity                                                           | ジェキ（鈴木裕斗）、立華リツカ（茜屋日海夏） | 「スーパー"V"イング」                | 劇場アニメ『Dance with Devils-Fortuna-』挿入歌                                       |
| 2月7日   | 続『刀剣乱舞-花丸-』歌詠集 其の五                                             | 大和守安定（市来光弘）、加州清光（増田俊樹）、愛染国俊（山下誠一郎）、同田貫正国（櫻井トオル）、鶴丸国永（斉藤壮馬）、平野藤四郎（浅利遼太）、骨喰藤四郎（鈴木裕斗）、厚藤四郎（山下大輝） | 「花丸印の日のもとで ver.5」         | テレビアニメ『続 刀剣乱舞-花丸-』オープニングテーマ                                  |
| 2月21日  | 続『刀剣乱舞-花丸-』歌詠集 其の七                                             | 前田藤四郎（入江玲於奈）、鯰尾藤四郎（斉藤壮馬）、薬研藤四郎（山下誠一郎）、五虎退（粕谷雄太）、秋田藤四郎（山谷祥生）、乱藤四郎（山本和臣）、平野藤四郎（浅利遼太）、骨喰藤四郎（鈴木裕斗）、厚藤四郎（山下大輝）、博多藤四郎（大須賀純）、一期一振（田丸篤志）、後藤藤四郎（村田太志）、信濃藤四郎（小林裕介）、包丁藤四郎（宮田幸季） | 「鈴生り時にて」                     | テレビアニメ『続 刀剣乱舞-花丸-』エンディングテーマ                                  |
| 7月20日  | Re←START                                                                      | stirRhythm | 「Re←START」                         | ゲーム『スターリィパレット』関連曲                                                   |
| 8月20日  | 尋常に、凛として                                                              | stirRhythm | 「尋常に、凛として」                 | ゲーム『スターリィパレット』関連曲                                                   |
| 10月26日 | Give me 5                                                                     | stirRhythm | 「Give me 5」                        | ゲーム『スターリィパレット』関連曲                                                   |
| 11月10日 | step on beat                                                                  | 星野紅葉（鈴木裕斗）、向日葵（河本啓佑）、有墨昴（伊原辰） | 「step on beat」                     | ゲーム『スターリィパレット』関連曲                                                   |
| 12月21日 | アニドルカラーズ 7Colors 2nd Single                                           | 7Colors | 「Welcome to Our LAND!」             | ゲーム『アニドルカラーズ』関連曲                                                     |
| 2019年   |                                                                               | |                                      |                                                                                      |
| 11月27日 | Noble Recollections 03                                                        | ミニエー（鈴木裕斗） | 「チェリッシュ」                     | ゲーム『千銃士』関連曲                                                               |
| 12月25日 | メギド72 -songs-                                                              | メフィスト（高橋広樹）、インキュバス（鈴木裕斗）、カスピエル（朝霧友陽） | 「俺らイケメン」                     | ゲーム『メギド72』関連曲                                                             |
| 2020年   |                                                                               | |                                      |                                                                                      |
| 7月29日  | アニマルセラトピア うたとドラマCDシリーズ Vol.1                               | ゆず（住谷哲栄）、スイートオリーブ（土岐隼一）、ジンジャー（羽多野渉）、ヒノキ（伊東健人）、 ネロリ（鈴木裕斗）、ミルラ（小松昌平）、ロータス（広瀬裕也） | 「Welcome to Wonder night!」         | 『アニマルセラトピア』テーマソング                                                   |
| 2021年   |                                                                               | |                                      |                                                                                      |
| 1月27日  | アニマルセラトピア うたとドラマCDシリーズ Vol.4                               | ネロリ（鈴木裕斗） | 「セラピーフィロソフィー」           | 『アニマルセラトピア』関連曲                                                         |
| 3月31日  | アニマルセラトピア うたとドラマCDシリーズ Vol.5                               | ジンジャー（羽多野渉）、ヒノキ（伊東健人）、ネロリ（鈴木裕斗） | 「X・Y・Z」                          | 『アニマルセラトピア』関連曲                                                         |
| 12月8日  | STATION IDOL LATCH! 04                                                        | 咖山喱人 / 神田駅（菊池幸利）、雷電遊生 / 秋葉原駅（鈴木裕斗） | 「BUNGAKU×COMPLEX」                  | 『STATION IDOL LATCH!』関連曲                                                        |

### その他参加楽曲
| 発売日         | 商品名                          | 歌       | 楽曲             | 備考 |
| -------------- | ------------------------------- | -------- | ---------------- | ---- |
| 2009年1月30日  | graviton-Winter Selection Vol.2 | 鈴木裕斗 | 「Winter Wish…」 |      |
| 2012年12月26日 | Stride!                         | アニ○ズ  | 「Stride!」      |      |

## 書籍
- 写真集「清年」（2013年、スタジオワープ）

### シリーズ一覧
1. ↑  第4期『REVOLUTION』（2008年）、第5期『EVOLUTION-R』（2009年）
2. ↑  第1シリーズ（2009年）、第2シリーズ『R』（2009年 - 2010年）
3. ↑  第1期（2013年 - 2015年）、第2期『SECOND SEASON』（2015年 - 2016年）
4. ↑  第1期『-HOLLY STAGE FOR 49-』（2014年）、第2期『HOLLY STAGE FOR 50-』（2015年）
5. ↑  第1期（2016年）、第2期『続 刀剣乱舞-花丸-』（2018年）
6. ↑  第1作（2016年 - 2017年）、第2作『魔法つかいプリキュア!!〜MIRAI DAYS〜』（2025年）
7. ↑  第1期（2017年）、第2期『二期作』（2017年）

### ユニットメンバー
1. ↑  鈴木達央、鈴木裕斗、堀江一眞、羽多野渉
2. ↑  風原乱（浅沼晋太郎）、広澤大地（保志総一朗）、大咲香（鈴木裕斗）、早水海馬（鳥海浩輔）、富井実（阪口大助）、柊剛人（浪川大輔）、伊達竜之介（岸尾だいすけ）
3. ↑  前田藤四郎（入江玲於奈）、鯰尾藤四郎（斉藤壮馬）、薬研藤四郎（山下誠一郎）、五虎退（粕谷雄太）、秋田藤四郎（山谷祥生）、乱藤四郎（山本和臣）、平野藤四郎（浅利遼太）、骨喰藤四郎（鈴木裕斗）、厚藤四郎（山下大輝）、博多藤四郎（大須賀純）
4. ↑  桐原アトム（増田俊樹）、藍羽ルイ（高橋直純）、野村エル（KENN）、野村アール（鈴木裕斗）
5. 1 2  朝日悠希（寺島惇太）、夏月斗羽（山谷祥生）、不知火颯（白井悠介）、蓮水巴瑠（鈴木裕斗）、土岐結人（土岐隼一）、柚木真哉（八代拓）、金森碧叶（榎木淳弥）
6. ↑  大和守安定（市来光弘）、加州清光（増田俊樹）、へし切長谷部（新垣樽助）、今剣（山下大輝）、前田藤四郎（入江玲於奈）、にっかり青江（間島淳司）、蜂須賀虎徹（興津和幸）、陸奥守吉行（濱健人）、鯰尾藤四郎（斉藤壮馬）、歌仙兼定（石川界人）、宗三左文字（泰勇気）、薬研藤四郎（山下誠一郎）、燭台切光忠（佐藤拓也）、五虎退（粕谷雄太）、山姥切国広（前野智昭）、獅子王（逢坂良太）、石切丸（高橋英則）、秋田藤四郎（山谷祥生）、乱藤四郎（山本和臣）、鳴狐（浅沼晋太郎）、愛染国俊（山下誠一郎）、同田貫正国（櫻井トオル）、鶴丸国永（斉藤壮馬）、平野藤四郎（浅利遼太）、骨喰藤四郎（鈴木裕斗）、厚藤四郎（山下大輝）、小夜左文字（村瀬歩）、鶯丸（柿原徹也）、堀川国広（榎木淳弥）、和泉守兼定（木村良平）、太郎太刀（泰勇気）、二郎太刀（宮下栄治）、大倶利伽羅（古川慎）、三日月宗近（鳥海浩輔）、博多藤四郎（大須賀純）、山伏国広（櫻井トオル）、御手杵（浜田賢二）、江雪左文字（佐藤拓也）、浦島虎徹（福島潤）、一期一振（田丸篤志）、蜻蛉切（櫻井トオル）、日本号（津田健次郎）、小狐丸（近藤隆）、岩融（宮下栄治）、蛍丸（井口祐一）、明石国行（浅利遼太）、長曽祢虎徹（新垣樽助）
7. ↑  星野紅葉（鈴木裕斗）、辻石海都（増田俊樹）、五十嵐一雪（榎木淳弥）、向日葵（河本啓佑）、紫藤董哉（木村昴）、暮内ゆうひ（桐明衝）、櫻井桃真（蒼井翔太）、有墨昴（伊原辰）、浅田葉一（小野友樹）
8. ↑  入江玲於奈、島﨑信長、鈴木裕斗、西山宏太朗